# Bernins tidning
Bernins tidning för affär och svensk politik var en svensk dagstidning utgiven i Malmö från den 13 augusti 1888 till den 5 oktober 1889.

## Utgivning och redaktion
Tidningen skulle ges ut en gång i veckan. Då den kom ut hade den 4 sidor i folioformat med 4 spalter på formatet 38,8 x 24,8 cm i provnumret och sedan 6 spalter i formatet 51 x 40 cm. Bara 7 nr av tidningen finns på  Kungliga Biblioteket i Stockholm. Tidningen kom i verkligheten ut med oregelbunden frekvens. Tidningen kom under augusti 1888 till 2 oktober 1888 ut 6/8, 13/8, 20/8, 28/8, 4/9 och 2/10.  Utgivningen var fortsatt oregelbunden och start- och slutdatum är inte exakta. Utgivningsbevis för Bernins tidning utfärdades för kommissionären Ernst Viktor Leopold Person Bernin den 13 juli 1888. Tidningen beskrivs som en tidsenlig annonstidning.

## Tryckning och pris
Ett provnummer kom ut i juli 1888 på okänt datum. Tidningen trycktes i Skånska Centraltryckeriet i juli 1888 och 1889 samt hos Skånska Program och Annonsbladets tryckeri från augusti till oktober 1888. Typsnitt var antikva och prenumerationspriset var 5 kronor och 50 öre för helåret.